# Acanthodelta catella
Acanthodelta catella är en fjärilsart som beskrevs av Achille Guenée 1852. Acanthodelta catella ingår i släktet Acanthodelta och familjen nattflyn. Inga underarter finns listade i Catalogue of Life.